# Pomoc doraźna
Pomoc doraźna – usługa wobec osób, które uległy nagłemu wypadkowi lub zachorowaniu.

## Formy pomocy doraźnej według polskich uregulowań prawnych
- porada w ambulatorium chirurgicznym
- porada w ambulatorium ogólnym
- wyjazd zespołu do wypadków i zachorowań typu N, co oznacza specjalistyczną pomoc doraźną udzielaną noworodkom, niemowlętom i dzieciom do lat 14
- wyjazd do wypadków i zachorowań:
  - Zespołu P (podstawowy) lub S (specjalistyczny), którego zadaniem są wyjazdy do osób znajdujących się w stanie zagrożenia życia (karetka powinna posiadać wyposażenie niezbędne do przeprowadzania zabiegów reanimacyjnych).

Przeczytaj ostrzeżenie dotyczące informacji medycznych i pokrewnych zamieszczonych w Wikipedii.